# Laguna del Tobar
La laguna de El Tobar es una laguna meromíctica española, situada entre El Tobar, en el término municipal de Beteta, y Masegosa, en la provincia de Cuenca, en la comarca del Alto Tajo.

## Datos
Es una laguna de montaña, de tipo cárstico, que tiene la particularidad de estar formada por dos cubetas; una es la cubeta grande, de 12 m de profundidad, de tipo holomíctico; otra es la cubeta llamada del "cerebro", de 19 m de profundidad, de tipo meromíctico, formada por hundimiento debido a la disolución de un estrato del Keuper. Esta cubeta profunda tiene unas características meromícticas debido a que sus aguas profundas son de extremada salinidad, tres veces más saladas que el agua del mar. No se conoce a qué se debe este fenómeno.
Las aguas del mixolimnion de la laguna son bicarbonatadas cálcico-magnésicas, con una conductividad de 0,6 mS/cm; mientras que las del monimolimnion son clorurado-sódicas, con una conductividad próxima a los 200 mS/cm.
La laguna está alimentada naturalmente por un manantial que aflora en su lado este, con un caudal medio anual de unos 240 l/s. Artificialmente, recibe las aguas desde la presa de Santa María del Val (del río Cuervo) por una conducción subterránea de 7 km que entra en la laguna por el lado sur, alterando las características tróficas de las aguas de la laguna y creando una zona de circulación desde el punto de entrada hacia la salida por el oeste, donde las aguas se renuevan mucho más que en el resto de la laguna.
Las orillas de la laguna tienen una banda de vegetación de macrófitos en las zonas más someras, especialmente en las orillas este y oeste, cubiertas por Chara, Myriophyllum, Potamogeton y Nymphaea.